# Massacre
Massacre es una banda de rock argentina, pionera en el género denominado skate punk en Latinoamérica. Originalmente llamados Massacre Palestina, se formaron en Buenos Aires en el año 1986. Se conformó por estudiantes secundarios influidos por bandas de la costa oeste estadounidense, que fusionaban hardcore y punk de fines de los setenta y comienzos de los ochenta.
La banda es conocida por su actitud basada en la autogestión, y durante muchos años fue considerada como una de las pocas bandas verdaderamente de culto de la Argentina, hasta la edición de su sexto disco de estudio, titulado El mamut (2007), que alcanzó gran éxito y permitió que la banda alcance masividad a nivel popular, no solo en Argentina, sino también en el resto de Latinoamérica.
Tras su primer álbum de estudio, Sol Lucet Omnibus (1992), se rebautizaron como Massacre, debido al atentado a la embajada de Israel en Argentina para evitar que su apelativo "Palestina" pudiera generar denuncias que les podían realizar la DAIA, un ente pro israelí y sionista.

## Historia

### Primeros años como Massacre Palestina
La primera formación contaba con Francisco Ruiz Ferreyra (Paco) en batería, José Armetta (Topo) en el bajo, Guillermo Cidade (Walas) en guitarra y Richard Serafini en voz.
El primer disco de homónimo a la banda, fue un EP en vinilo, grabado en 1987 bajo el sello Radio Trípoli, que contenía cuatro canciones, hoy una pieza de colección. Junto a la salida del disco filman su primer video del tema «Diferentes maneras», en la actualidad absolutamente perdido. La carrera del grupo se desarrolló durante años, sobre la base de presentaciones en vivo y largas ausencias hasta la posibilidad de grabar el primer álbum. Para octubre de 1989 Richard se despide de la formación y Walas se encarga de las voces, dejando su puesto a Pablo Mondello (alias Pablo M. o El Tordo), excompañero del secundario, eximio guitarrista y pilar fundamental en la concepción musical del grupo para los tiempos que vendrían. Con esta formación los Massacre recorrerían larga parte de su carrera.

### Sol lucet omnibus y cambio de nombre
En 1992, materializaron su primer trabajo discográfico, titulado Sol Lucet Omnibus con la discográfica Tommy Gun Rec./Warner, el primer larga duración de los ahora denominados Massacre (cambiaron el nombre luego del ataque terrorista a la embajada de Israel en Argentina, para no generar controversia); y si bien no es un disco puntual en la historia del grupo, sí contiene varios temas que se convirtieron en clásicos con los años tales como «From your lips», «Try to Hide» y «Nuevo Día» entre otros.
La salida de este disco, le abrió las puertas a Massacre para participar como banda soporte de grupos como Dee Dee Ramone and the Chinese Dragons, Agnostic Front; coronando con los shows que The Ramones dieron en el estadio Obras Sanitarias en 1993. En ese año se realizó también el recordado festival de rock en la cárcel de Olmos, junto a otras bandas del género tales como Attaque 77, Pilsen, A.N.I.M.A.L., Lethal y Hermética, entre otras y el cual se grabó y filmó para dar lugar al álbum Radio Olmos y la nunca estrenada película del mismo nombre.

### Galería desesperanza
Al año siguiente lanzaron Galería Desesperanza, tercera placa, con la discográfica Iguana Records/BMG. El álbum cuenta con once canciones separadas conceptualmente en tres partes: percepción, descripción y búsqueda, siendo el corte de difusión «Plan B: anhelo de satisfacción», que se convirtió en una marca más que registrada para el grupo y su canción insignia.
En el año 1994, Massacre participó del festival denominado Nuevo Rock Argentino, llevado a cabo a través del interior de la República Argentina, que finalizó en Buenos Aires, en el estadio Obras Sanitarias, y que tuvo como compañeros de ruta a bandas como Los Brujos, El Otro Yo, Peligrosos Gorriones, Los Caballeros de la Quema, etc.

### L'alma Oculta, Juguetes para olvidar y Aerial
Para 1995, tiempos de cambios. Luego de telonear a Rollins Band y Danzig en el Estadio Obras Sanitarias, ante cerca de 5000 personas, Massacre editó a través de la discográfica Discos Milagrosos, otra independiente, L'alma occulta, EP de cuatro temas grabado en Londres, Inglaterra. Entre febrero y marzo de 1996, tuvo lugar un nuevo álbum titulado Juguetes para olvidar, con la producción artística del por entonces bajista y cantante de Fabulosos Cadillacs, Flavio Cianciarulo. En cuanto a lo musical, en el disco se puede apreciar la mezcla de sonido por un lado meramente punks, alternando con viajes psicodélicos (como la canción llamada «1984»), y logradas zonas melódicas como «A Jerry García» y «El espejo». Ese mismo año, la banda fue invitada a participar del Festival Alternativo realizado en la cancha del estadio Ferrocarril Oeste, junto a Cypress Hill, Marilyn Manson y Nick Cave, entre otros.
El año 1997, trajo consigo cambios en el seno de la banda. La inclusión de Federico Piskorz (Fico), en guitarra acústica, modificó la estructura de la banda que se transformó en un quinteto y tiempo más tarde, otro miembro fundador del grupo, el Topo Armetta (ahora en Dragonautas), es quien dice adiós al proyecto. En su reemplazo se reclutó al exbajista del grupo Uaita, Luciano Facio (Bochi), y con la flamante formación encararon la preproducción del siguiente disco Aerial, para el sello Sum Records, grabado entre junio y agosto de 1998 en los estudios Del Abasto al Pasto, en Don Torcuato. La producción de este álbum se realizó en noviembre de ese año y contó con la colaboración de varios músicos invitados.

### Sencillos, covers y rarities
En 2000, Massacre se alejó de Sum Records, y decidió encaminarse por un rumbo de autogestión creando su propio sello discográfico, Laika Records, y su primogénito álbum en esta etapa Singles, covers y rarities, que abarca desde la revisión de algunos momentos de sus discos de estudio, pasando por presentaciones en vivo hasta algunos covers.
Editaron un video home, Atomic Surf Punk, que posee registros de los comienzos de la banda, primeras giras nacionales e interesantes pastillas mediáticas. En 2001, la banda presentó con un nuevo cambio de integrante. Paco, baterista original del grupo, se alejó y fue reemplazado por Chachi, otro ex Uaita. Ese año se editó Fue una suerte..., miniálbum de seis temas que incluye una versión remozada del tema «Minicubics» y un cover de «El Probador» de la banda argentina Virus. El disco fue grabado, mezclado y masterizado en los estudios Del Abasto al Pasto.

### 12 nuevas patologías
La placa sucesora fue 12 nuevas patologías, grabada en 2003, en donde Charly Carnota, ex RIP y Tintoreros, que venía de la banda neoyorquina Manhattan Heroes, en su vuelta a Buenos Aires reemplazó a Chachi y se hizo cargo de la batería. El disco es denominado de "rock psicológico" o "rock terapéutico", según entendidos. Sus doce canciones recorren una serie de fobias o miedos, paranoias, culpas y negaciones. El corte de difusión fue «Querida Eugenia», el cual contó con dos videos. También se destacan las canciones «Seguro es por mi culpa», «Adiós caballo español». El material fue grabado en los estudios Del Abasto y editado en principio por Laika Records, fue reeditado por el sello PopArt.

### Diferentes maneras

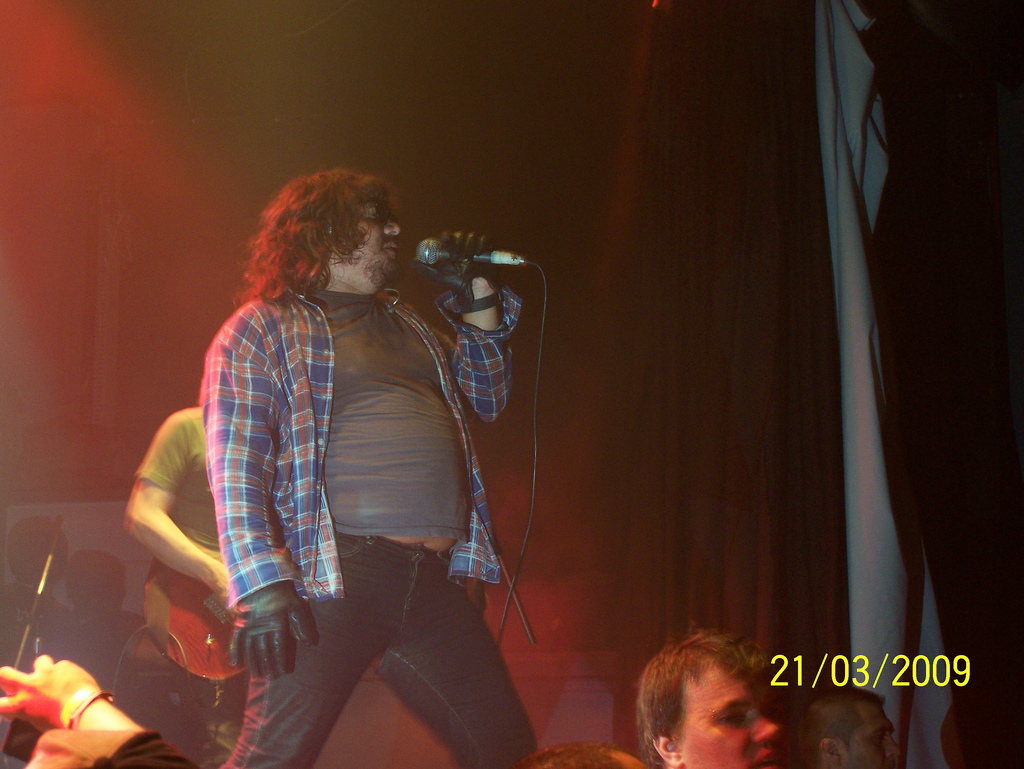
Massacre en vivo.

Desandando un camino de presentaciones de 12 nuevas patologías, llega la oportunidad de cumplir con una materia pendiente: lanzar un álbum en vivo. Para esto se realizaron dos shows en agosto y noviembre de 2004 en El Teatro, en Buenos Aires. Editado por Soy Rock (subsidiaria de PopArt), Diferentes maneras fue grabado por el ingeniero Ariel Malicia y masterizado por Mario Breuer.
El mismo cuenta con dieciséis canciones que recorren la extensa trayectoria del grupo desde la etapa "Palestina", hasta la actualidad.
En el año 2006, participan de la banda sonora de la película Cara de queso -mi primer ghetto-, dirigida por Ariel Winograd, quien dirigiera los videos de las versiones en vivo de «Te leo al revés» y «Nuevo Día» del disco Diferentes Maneras. La producción del film es de la productora Tresplanos Cine (Argentina) y Tornasol Films (España) en asociación con Primer Plano Film Group. Interpretan una versión roquera del tema de Sergio Denis, llamado «Te quiero tanto», clásico romántico de la década de los ochenta. Este trabajo obtuvo el premio Gardel en 2007, en el rubro banda sonora de película.

### El Mamut
En 2007, ve materializado su undécimo disco, el décimo de estudio, intitulado El Mamut, el cual cuenta con doce temas separados entre sí, lo cual difiere con la mayoría de los antecesores discos donde una temática conceptual unía las diferentes canciones a través de viajeros enlaces psicodélicos. El tema de difusión elegido fue el sexto corte «La reina de Marte». La placa, que fue votada como mejor disco nacional en las encuestas del diario Página/12 y la revista Los Inrockuptibles, y que la revista Rolling Stone, posicionó en el cuarto puesto de los mejores 50 discos del 2007; fue producida por Juanchi Baleiron, grabada en los estudios El Pie y distribuido por PopArt Discos.
En enero de 2008, el guitarrista rítmico de la banda Federico "Fico" Piskorz, y a su novia Karina López, fueron atropellados por un automovilista, quien no asistió a las víctimas y se estrelló contra un comercio cercano al lugar del accidente. La novia de "Fico" murió al día siguiente y el músico sobrevivió al hecho y permaneció internado de forma estable, por un prolongado tiempo. A pesar de una intervención judicial, el conductor del automóvil, quedó en libertad.
En julio de 2009 fue lanzada una reedición del mismo, denomina El Mamut Deluxe, conteniendo además de los doce temas iniciales, una serie de bonus tracks u "outtakes" y los videoclips pertenecientes a los temas «La reina de Marte», «Divorcio» y «La octava maravilla». Además el arte de tapa fue modificado en función de una versión más remozada. Septiembre los encuentra por primera vez en su carrera, en el escenario del Luna Park confirmando la masiva popularidad adquirida gracias a El Mamut, aunando las diferentes generaciones de fanáticos en lo que según ellos ha sido un pico muy importante en la trayectoria de la banda.

### Reconocimientos y homenaje
En agosto de 2009, aparece una placa doble en concepto de homenaje al grupo intitulada Bienvenidos al mundo de los conflictuaditos. Homenaje a Massacre. La característica principal de esta obra es que se dispone libre y gratuitamente para ser descargada desde internet, lo cual prescinde de cualquier acción lucrativa. Son cuarenta bandas de diferentes géneros que versionan de variada forma algunas de las canciones más representativas de Massacre.

### Ringo y Ringorex

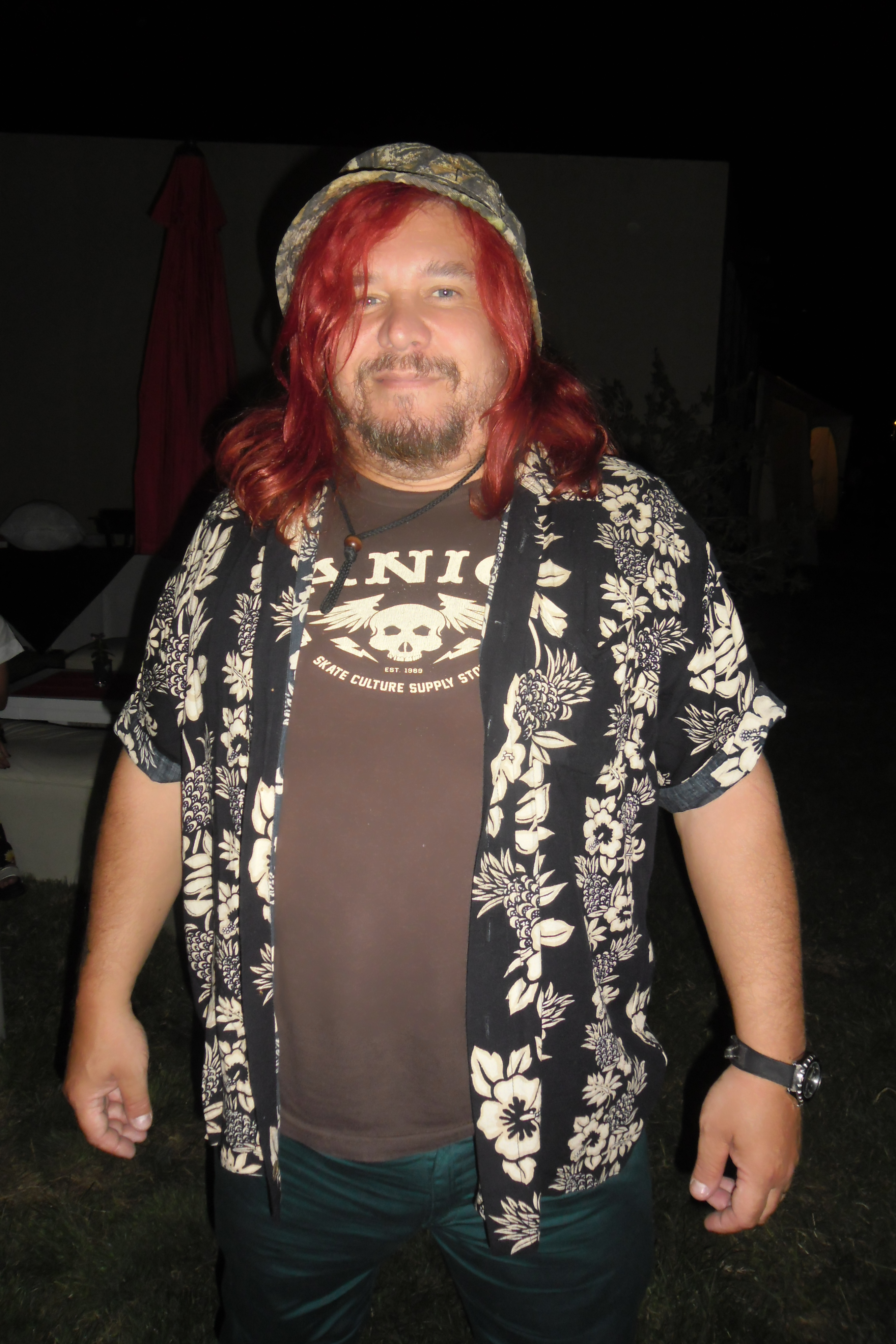
El vocalista Walas, en 2015

En 2011 aparece al sucesor de El Mamut. El nuevo álbum de la banda, se llamó Ringo, en homenaje al legendario boxeador argentino Oscar Bonavena, fue lanzado en el mes de agosto ante un marco de gran expectativa.
El álbum cuenta con once canciones propias y fue registrado en los estudios El Pie, Tónica y El Quincho, bajo la producción Alejandro Vázquez. El primer corte de difusión en esta ocasión fue el tema «Tanto amor», que contó con su correspondiente videoclip así como el segundo, «Tengo captura», estrenado en 2012.
En septiembre del año 2012, Massacre llega por primera vez al Teatro Gran Rex de la avenida Corrientes, para la presentación oficial de Ringo. Dicho concierto fue llamado Ringorex, que incluyó un segmento acústico, invitados y una puesta en escena más elaborada que de costumbre. Dicho año concluyó con cuatro shows en La Trastienda Club (dos en agosto y dos en diciembre) y un Teatro Vorterix en noviembre, para cerrar el año.

### Aerial 13
En 2013, ante la descatalogación del disco Aerial por el cierre de Sum Records, y los altos costos por recuperar el master y reeditarlo, Massacre regraba el álbum denominándose Aerial 13, con versiones de cada tema actualizado a la época y el reemplazo de la versión de The Kinks, «You really got me» por el de Luis Alberto Spinetta, «Ana no duerme». Contó con la participación de Hugo Lobo (Dancing Mood) y Andrés Vilanova (Carajo). La placa fue lanzada por el sello Pop Art, grabada en el estudio Luis Alberto Spinetta, mezclada y producida artísticamente por Alejandro Vázquez y presentada los días 26 y 27 de julio en el teatro Vorterix.

### Biblia Ovni
El disco Biblia ovni es el noveno trabajo de estudio de Massacre. La placa fue grabada en los estudios Del Abasto entre diciembre de 2014 y marzo de 2015, bajo la producción de los ex GIT, el bajista Alfredo Toth y el guitarrista Pablo Guyot, quienes junto a Guillermo Cudmani participaron como músicos invitados en todos los temas. Fue lanzado el 19 de junio de 2015, por el sello PopArt, siendo este el cuarto disco del grupo sacado por esta disquera. Como primer corte de difusión se eligió el tema «Niña Dios», el cual cuenta con su correspondiente videoclip dirigido por Nazareno Alba.
El 20 de abril de 2017 se dio a conocer la triste noticia acerca del fallecimiento de Richard Serafini, frontman de la original formación de Massacre Palestina, por causas aún no reveladas. La banda hizo público su pesar a través de su página de Facebook el día 21 del mencionado mes donde numerosos fanes expresaron sus condolencias.

### Massacre: 30 años
Como festejo por sus treinta años de trayectoria, el grupo se presentó el 23 de septiembre de 2017 en el mítico estadio Obras Sanitarias, donde repasó toda la discografía del grupo desde su debut en "La Capilla" en el año 1987, reducto al que volvieron en agosto de 2017 brindando un show especial para cien personas, con entradas sorteadas entre quienes adquirieron sus tickets para el festejo en Obras. Como parte del festejo, el canal de YouTube de Massacre comenzó a subir sus primeros videoclips (y a resubir aquellos no disponibles o disponibles en baja calidad), se reeditó en vinilo el álbum recopilatorio Buenos Aires Sub Atomic Skate Sounds 87-91 y se lanzó el primer DVD del grupo con el registro de la presentación celebrado en Obras.

## Influencias
Entre sus influencias, se encuentran artistas como T.S.O.L, Dead Kennedys, Jane's Addiction, Black Flag, Nirvana, The Cure, Guns N' Roses, The Ramones, T. Rex, Sumo, Gustavo Cerati, Luis Alberto Spinetta, entre otros.

## Miembros de la banda

### Miembros
- Guillermo "Walas" Cidade - guitarra (1986-1989); voz, theremín y percusión (1989-presente)
- Pablo "El Tordo" Mondello - guitarra y efectos (1989-presente)
- Federico "Fico" Piskorz - guitarra acústica y sintetizador (1997-presente)
- Luciano "Bochi" Facio - bajo y coros (1997-presente)
- Carlos "Charly" Carnota - batería y percusión (2003-presente)

### Miembros anteriores
- Richard Serafini † - voz (1986-1989) (fallecido en 2017)
- José "Topo" Armetta - bajo y coros (1986-1997)
- Francisco "Paco" Ruiz Ferreyra - batería y percusión (1986-2001)
- Sebastián "Chachi" Rosendi - batería y percusión (2001-2003)

## Discografía

### Discos de estudio
| Año  | Álbum                                                                |
| ---- | -------------------------------------------------------------------- |
| 1992 | Sol Lucet Omnibus - Lanzamiento: 1992 - Sello: Tommy Gun Records     |
| 1994 | Galería Desesperanza - Lanzamiento: 1994 - Sello: Iguana             |
| 1996 | Juguetes para olvidar - Lanzamiento: 1996 - Sello: Discos Milagrosos |
| 1998 | Aerial - Lanzamiento: 1998 - Sello: Sum Records                      |
| 2003 | 12 nuevas patologías - Lanzamiento: 2003 - Sello: Discos Milagrosos  |
| 2007 | El Mamut - Lanzamiento: 2007 - Sello: PopArt                         |
| 2011 | Ringo - Lanzamiento: 2011 - Sello: PopArt                            |
| 2015 | Biblia Ovni - Lanzamiento: 15 de junio de 2015 - Sello: PopArt       |
| 2024 | Nueve - Lanzamiento: 11 de junio de 2024 - Sello: PopArt             |

### Álbumes en vivo
| Año  | Álbum                                                                     |
| ---- | ------------------------------------------------------------------------- |
| 2005 | Diferentes maneras - Lanzamiento: 2005 - Sello: EMI/PopArt                |
| 2018 | Recuerdos al futuro - Lanzamiento: 18 de mayo de 2018 - Sello: EMI/PopArt |

### EP
| Año  | Álbum                                                              |
| ---- | ------------------------------------------------------------------ |
| 1987 | Massacre Palestina (EP) - Lanzamiento: 1987 - Sello: Radio Trípoli |
| 1995 | L'Alma Occulta - Lanzamiento: 1995 - Sello: Discos Milagrosos      |
| 2001 | Fue una suerte... - Lanzamiento: 2001 - Sello: Laika Records       |

### Compilados con rarezas
| Año  | Álbum                                                                 |
| ---- | --------------------------------------------------------------------- |
| 2000 | Singles, covers y rarities - Lanzamiento: 2000 - Sello: Laika Records |

### Reediciones con temas inéditos
| Año  | Álbum                                                                                 |
| ---- | ------------------------------------------------------------------------------------- |
| 1994 | Buenos Aires Sub Atomic Skate Sounds 87-91 - Lanzamiento: 1994 - Sello: Laika Records |
| 2008 | El Mamut deluxe - Lanzamiento: 2008 - Sello: Laika Records                            |
| 2013 | Aerial 13 - Lanzamiento: 2013 - Sello: Laika Records y PopArt                         |

### Demos
| Año  | Álbum                                               |
| ---- | --------------------------------------------------- |
| 1987 | Demo '87 - Lanzamiento: 1987 - Sello: Independiente |

### Simples y sencillos promocionales
| Año  | Álbum                                                                       |
| ---- | --------------------------------------------------------------------------- |
| 1992 | Papel floreado / Armas - Lanzamiento: 1992 - Sello: PopArt                  |
| 1994 | Plan B: anhelo de satisfacción - Lanzamiento: 1994 - Sello: PopArt          |
| 1996 | Sembrar, sembrar - Lanzamiento: 1996 - Sello: PopArt                        |
| 1998 | Te leo al reves - Lanzamiento: 1998 - Sello: PopArt                         |
| 2002 | Querida Eugenia - Lanzamiento: 2002 - Sello: PopArt                         |
| 2009 | Estoy harto de verte con otros - Lanzamiento: 2009 - Sello: Laika Records   |
| 2011 | Tanto amor - Lanzamiento: 2011 - Sello: Laika Records                       |
| 2011 | The one I love - Lanzamiento: 2011 - Sello: PopArt                          |
| 2011 | Ziggy Stardust - Lanzamiento: 2011 - Sello: PopArt                          |
| 2012 | Call me - Lanzamiento: 2012 - Sello: PopArt                                 |
| 2013 | La Excepción - Lanzamiento: 2013 - Sello: PopArt                            |
| 2016 | Niña Dios - Lanzamiento: 2016 - Sello: Laika Records                        |
| 2016 | Muñeca roja - Lanzamiento: 2016 - Sello: Laika Records                      |
| 2018 | Sofia la super vedette en vivo - Lanzamiento: 2018 - Sello: Laika Records   |
| 2018 | Diferentes maneras en vivo - Lanzamiento: 2018 - Sello: Laika Records       |
| 2021 | Mariposa ft. Gustavo Santaolalla - Lanzamiento: 2021 - Sello: Laika Records |
| 2022 | Delectrico - Lanzamiento: 2022 - Sello: Laika Records                       |

## Videos musicales
| Año  | Canción                   | Álbum                          |
| ---- | ------------------------- | ------------------------------ |
| 1996 | Sembrar, sembrar          | Juguetes para olvidar          |
| 1996 | El espejo (Reflejo II)    | Juguetes para olvidar          |
| 2000 | Nuevo día                 | Singles + Versiones + Rarities |
| 2003 | Querida Eugenia           | 12 nuevas patologías           |
| 2005 | Te leo al revés [En vivo] | Diferentes maneras             |
| 2006 | Te quiero tanto           | BSO "Cara de queso"            |
| 2007 | Divorcio                  | El Mamut                       |
| 2007 | La octava maravilla       | El Mamut                       |
| 2007 | La reina de marte         | El Mamut                       |
| 2011 | Tanto amor                | Ringo                          |
| 2012 | Tengo captura             | Ringo                          |
| 2012 | El deseo                  | Ringo                          |
| 2015 | Niña dios                 | Biblia Ovni                    |
| 2016 | Muñeca roja               | Biblia Ovni                    |